# Za Rodinu
"Za Rodinu" (ros. "За Родину") – kolaboracyjna gazeta w okupowanym mieście Dno podczas II wojny światowej
Po zajęciu przez wojska niemieckie miasta Dno 18 lipca 1941 r., już 9 sierpnia tego roku ukazał się pierwszy numer gazety "Za Rodinu". Od lata 1942 r. publikowano ją co tydzień. Był to pierwszy kolaboracyjny tygodnik. Przeznaczony był dla ludności okupowanej części obwodu leningradzkiego. Funkcję redaktora naczelnego do 1942 r. pełnił Sonderführer Nikołaj N. von Medem. Publikowano w gazecie komunikaty wojenne najwyższego dowództwa niemieckich sił zbrojnych, rozporządzenia władz miejskich, niemieckie materiały propagandowe, artykuły i felietony dotyczące życia ludności cywilnej pod okupacją, informowano o bieżących wydarzeniach w mieście. Ostatni numer gazety wyszedł krótko przed wyzwoleniem miasta przez Armię Czerwoną pod koniec lutego 1944 r.